# Archive of Our Own
Archive of Our Own (AO3) és un dipòsit de codi obert sense ànim de lucre per a fanfiction i altres obres de fans aportades pels usuaris. El lloc va ser creat el 2008 per l'Organization for Transformative Works i va entrar en beta oberta el 2009 i continua sent en beta. A partir de l'1 de gener de 2025, Archive of Our Own allotja més de 14.220.000 obres de més de 69.530 fandoms, incloses les relacionades amb persones reals. El lloc ha rebut una acollida generalment positiva pel seu comissariat, organització i disseny, fet principalment per lectors i escriptors de fanfiction.